# Hypnodendron fuscomucronatum
Hypnodendron fuscomucronatum är en bladmossart som beskrevs av Georg Friedrich von Jaeger och Sauerbeck 1880. Hypnodendron fuscomucronatum ingår i släktet Hypnodendron och familjen Hypnodendraceae. Inga underarter finns listade i Catalogue of Life.